# ポップ (ダイの大冒険)
ポップは、三条陸（原作）と稲田浩司（作画）による漫画及びそれを原作とするアニメ『DRAGON QUEST -ダイの大冒険-』に登場する架空の人物。
担当声優は難波圭一（1991年版）、豊永利行（2020年版）。

## 概要
魔法使い→大魔道士（賢者）
アバンの使徒の一人。15歳。一人称は「おれ」。ランカークス村の武器商人ジャンクとその妻スティーヌの間の一人息子。村を訪れたアバンに憧れ、家出同然に弟子入りした（ポップ本人曰く「押しかけ弟子」）。魔王ハドラーの復活を受け、アバンと共にデルムリン島を訪れ、ダイと出会い彼の兄弟子となる。
ダイと出会った当初は、自分より強い相手に対してはすぐに腰が引け、危なくなれば仲間を平気で見捨て逃げようとする臆病者であったが、その後の旅を通じて大きく成長し、パーティーの士気を支えて引っ張る切込み隊長的な存在となる。最終的に人間の中で間違いなく最強の魔法力を持つ存在となりながらも、ダイの最大の親友かつパートナーとして最後まで共にあり続けた。
旅の途中で出会った師アバンのかつての仲間・大魔道士マトリフに師事するようになってからは本格的に呪文の習得に励む。過酷な修行の末、マトリフの開発した最強の呪文「メドローア（極大消滅呪文）」を習得するに至る。
その場から逃げるために策を巡らせることもあったが、成長するにつれて戦略的撤退の必要性を冷静に判断したり、大魔王バーンの意表を突くほどの聡明な作戦を考える程になった。挑発や演技で相手を自分の土俵に引き込んで倒す戦法も得意としており、特に挑発は初登場時から見せていた。
好色な面があり、劇中では女性に関わるエピソードでいわゆる三枚目的な役回りを演じることも多い。
原作者の三条陸によれば、モチーフは『ドラゴンクエストII 悪霊の神々』に登場するパーティキャラクター、サマルトリアの王子。名前の由来は「pop（通俗・大衆）」から。作中ではもっとも人間らしいと言えるキャラで、原作者も「一般人の代表って感じかな」と述べている。

## 人物
物語開始時点で、アバンの下で1年以上の修行を積んでいた。その成果で、メラゾーマを使えるまでの実力は身につけていたが、少し厳しい課題を与えられるとすぐ諦め本腰を入れずにいた。また、剣に関する事項など、自分に関係なさそうなことなら別に覚えなくてよいという安穏とした姿勢であったため、成長は遅かった。
ダイとの冒険において、最初に訪れたロモスでマァムと出会い、それから彼女に好意を寄せるようになる。しかし、「別に魔王軍と戦いに行くわけではなく、デルムリン島でのんびりしたくないだけ」と言い放ったり、クロコダイン戦でも「魔王軍と戦おうなんてつもりは元からなかった」と述べるなど、自分本位な彼の態度に失望したマァムの殴打と軽蔑の言葉、そのやり取りを見兼ねたニセ勇者一行の魔法使い・まぞっほの後押しにより、徐々に自らの命を顧みず強敵に挑む「ひとかけらの勇気」を振り絞るようになる。
決意と共に挑んだクロコダインとの一対一の戦いは力及ばなかったが、ダイ抹殺の刺客とされたブラスを機転を利かせて発動したマホカトールで正気に戻すことに成功し、勝機を導く。友情のために命を捨てて絶対に敵わぬ相手に立ち向かったポップの雄姿は、人間を卑小なものと見下し、自らをも小物と貶していたクロコダインにも感銘を与え、彼のその後の道行きに大きな影響を与えることになった。また、この戦いを通じてポップは本格的にマァムに対する恋心を抱くようになる。
魔王軍との戦いの中で、アバンのかつての仲間・大魔道士マトリフと出会い、彼のスパルタ教育によって魔法力を大きく伸ばした。マトリフによるポップの第一印象は散々なものであったが、やがて彼が自慢の弟子と評するほどに驚異的な成長を遂げていく。
スケベな面があり、マァムをはじめとして彼女以外の女性にも鼻の下を伸ばす時がある。マァムへの恋心からヒュンケルをライバル視している節もあるが、心の奥では仲間として、同じアバンの使徒の兄貴分として尊敬している。女性から自分に抱かれる好意には鈍く、メルルの好意にもまるで気付かず、マトリフにもそのことをもったいないと思われていた。一方で他人の恋愛沙汰には敏感であり、それに関してはメルルも苦々しく思っていた。レオナについては、最初はお互いあまり良い印象を持っていなかったが、共に戦っていく中で打ち解け、「姫さん」と気軽に呼び、言い合える仲になっている。ベンガーナのデパートで彼女が水着同然の衣装（アニメ版2作目では、天使のレオタード）で現れた時は赤面しながら怒鳴りつけたり、最終決戦で服が破れたまま行動する彼女に対して目のやり場に困ったりと、彼女の大胆さに困惑する場面もあった。
バランとの戦いでは、ダイが記憶を失い八方塞がりの状況の中で自ら憎まれ役を演じて、命を捨てる覚悟でたった一人、バランと竜騎衆の足止めに向かう。竜魔人と化したバランによって仲間たちがことごとく痛めつけられ、ダイを連れ去られる寸前の状況に追い込まれたその時、師アバンの行いを思い出しメガンテの使用を決断。自分たちの運命を変えてくれたダイが、何の疑いも持たずバランの部下となり人間の敵に回ろうとしている光景は、ポップにとって死よりも辛いものであり、ダイの目を覚ますため、僧侶でない自分が使用すれば蘇生はできなくなることを承知の上でメガンテを断行。バランに振り切られダメージを与えるには至らなかったが、死の衝撃によってダイの記憶を取り戻させた。
バランがダイを追い詰めた際には、完全に死んだ状態でありながらバランに魔法の一撃を見舞い、勝機を呼び寄せるという奇跡を起こす。死してなお友を想い続け奇跡を起こしたその姿は、人間を愚かな生き物と切り捨てようとしていたバランの中の人の心を揺り動かすに至り、感銘を受けたバランから与えられた竜の血の効果とゴメちゃんに潜在された神の涙が起こした奇跡、そしてポップ自身が持っていた強い精神力によって死から蘇った。
バーンパレスに乗り込む直前、ポップはミナカトール使用のために、アバンの使徒5人がアバンのしるし（輝聖石）を魂の力で光らせることが必要であることを立ち聞きする。しかしポップは、アバンのしるしを光らせることができなかった。他の4人があっさりと光らせる光景を次々と見たポップは、自信を喪失。ダイは竜の騎士とアルキード王国の王女との間に生まれたハーフ（＝戦うために生まれたサラブレッド）、レオナはパプニカ王国の王女、マァムはアバンの戦友だった戦士と僧侶の子供、ヒュンケルは幼少より善悪両方から教育を受けた戦闘のプロという顔ぶれにあって、自分だけが平凡な武器屋の息子に過ぎないことにコンプレックスを抱き、仲間に打ち明けることもできずに苦悩し、ミナカトール実行時にしるしを光らせることに失敗してしまう。レオナの叱責やマァムの励ましもポップには逆効果であり、自暴自棄になりかけるが、魔法円の防衛において、自分をかばって倒れ、瀕死となったメルルから「誰が好きなのか教えてほしい」と懇願され、「勇気」を持ってマァムが好きだと告白したことがキッカケで、「勇気」の魂の力に目覚めた（アバンの印が、ポップの勇気の魂に応じて輝く色は緑だった）。この出来事（本人曰く「情けないてめえ自身に愛想を尽かした瞬間」）により彼は魔法使いとしての能力を大きく成長させた上、これまでマトリフに契約させられていた回復呪文なども使えるようになり、息絶える寸前のメルルを爆発したかのように目覚めた強大な魔法力で、一瞬の内に回復させた。この時のポップの姿を見たレオナらは「賢者の能力に目覚めた」と表現したが、後にポップは自身を「賢者」ではなく、師であるマトリフにならって「大魔道士」と称している。
バーンパレスでの最終決戦では、最も相性の悪い相手であるハドラー親衛騎団・「騎士」シグマと交戦。メドローアでしか倒せない上に、下手を打てばシャハルの鏡で反射されるという状況の中、メドローアに見せかけたベギラマをわざと反射させ、油断した一瞬を突いて本物のメドローアを直撃させるという智謀で勝利した。今際の際、シグマから「持っていってほしい」とシャハルの鏡を託されたが、盾として使うにはポップには重すぎたため、胸部に仕込む形で着用した。これは後に真・大魔王バーンとの戦いで大きく貢献することになり、シャハルの鏡が砕けた際は胸中でシグマに礼を述べている。
その後、マァムと共にミストバーンと交戦し窮地に陥ったところをラーハルトに救われ、そのまま3人で協力し足止めを行う。ミストバーンがその素顔を晒し、真の力を発揮した時は切り札であるメドローアを命中させるも、フェニックスウイングで跳ね返され、姿を消してしまう。マァムら一行からは死んだと思われていたが、実は間一髪のところでアバンによって救われており、いつもの調子で姿を見せたため、彼の死を悲しんでいたマァムからボコボコにされた（クロコダイン曰く「テレ隠し」とのこと）。
真・大魔王バーンとの戦いでは策士としての才覚をいかんなく発揮し、「今こそ師匠のように戦う時だ」とマトリフが説いたクールさを披露。かつてマトリフが見せた「2つの呪文を同時に発動させる」技（ブラックロッドへの魔力注入と爆裂系呪文）までやってのけたばかりか、その頭脳で真・バーン自慢の必殺奥義である「天地魔闘の構え」の弱点を味方の体を張った援護を受けつつ見抜き、ハドラー親衛隊であるシグマから受け取ったシャハルの鏡を切り札に使いながら、単独で攻略してみせた。さらにはダイ一行を何度も苦しめたカイザーフェニックスをバーンが慢心なく放った時には、魔法力を集中させた指先で引き裂いて分解すると言う離れ業をやってのけ（ポップ本人曰く「何度も喰らったのでコツを掴んじまった」）、大魔王を戦慄させるまでになる。その際思わず、「オレってやっぱり天才かも」と嘯いたが、ダイには「お前は昔から天才だよ」と肯定された。
ポップの魔法力は冒険が進むごとに増し続け、最終決戦時には通常の魔法使いの数倍の魔法力を持つまでに至った。キルバーンは「成長度だけならダイ以上」「こういうタイプは後でチームのムードメーカー的な存在になる」「（勇者一行の中でも）真っ先に始末しなければならない相手」と発言してかなり早い段階からその資質を見抜いており、「ポップが死ねば誰一人としてバーンの元にはたどり着けないだろう」と高い評価を下している。
それ以前にも、自分の力量を上回る破邪呪文や天候操作呪文を使ったり、話に聞いただけの五指爆炎弾（フィンガー・フレア・ボムズ）を不完全ながらも模倣したりと才能の片鱗を見せてはいたが、ついには習得困難なはずのメドローアを極めて短期間で使いこなせるようになり、マトリフをして「大した奴」と言わしめた。また、バーンがダイ以外で初めて（驚愕によって）名前を呼び、知謀の面でもアバンから「あいにく切れ者なら私以上がもういる」と評され、ヒュンケルですら「今のポップに勝つのはオレとて容易なことではない」とその実力を認め、最終的には魔王軍を以てして「アバンの使徒で最も恐ろしい男」とまで言わしめた。
バーンとの決戦後、ダイと一緒に「黒の核晶」を空中に運び、運命を共にしようとするが、ダイによって蹴落とされて置いて行かれてしまう。その後は、マァムやメルルと共にダイ捜索の旅に出た。
『勇者アバンと獄炎の魔王』ではアバンがハドラーを倒した直後ではまだ産まれていないため登場しないが両親はランカークス村（父ジャンクの故郷ではなく母スティーヌの故郷であり武器屋も元はスティーヌの父親の店だったことも判明）に移住する前の姿で登場しており、母スティーヌは臨月状態であった。またマァムよりも後に生まれたことが本作で判明した。

## 呪文・技
連載開始当初に使用出来た呪文は、火炎系呪文（メラ系）・氷系呪文（ヒャド系）であった。マァムの魔弾銃に魔法を籠める際に「ヒャド系は得意である」という趣旨のアピールをしているが、その直前のアバンの修行の段階で詰めの甘さを露呈されており、実際にはより強い効果を発揮できるのはメラ系であった。後にポップの必殺技となったメドローアを習得する修行にて、マトリフにメラ系の方が強く、力のバランスが取れていないことを注意されている。メドローア習得後はヒャダルコの2発同時発射が可能になるなど、威力が向上した。
- 五指爆炎弾（フィンガー・フレア・ボムズ）
- 火炎呪文（メラ・メラミ・メラゾーマ）
- 閃熱呪文（ギラ・ベギラマ）
- 氷系呪文（ヒャド・ヒャダルコ・ヒャダイン）
- 爆裂呪文（イオ・イオラ）[7]
- 天候呪文（ラナリオン）
- 重圧呪文（ベタン）
- 極大消滅呪文（メドローア）
- 瞬間移動呪文（ルーラ）
- 飛翔呪文（トベルーラ）
- 回復呪文（ベホマ）

他多数（マトリフによってほとんどの呪文は契約済であるが、使用可能になった呪文の全貌は本編では描写されていない）。
作中ではこれ以外にマホカトールとメガンテを1度ずつ使用しているが、メガンテは本作においては魔法を使えるなら職業を問わず使える呪文となっている。また、マホカトールはポップ自身が単独で使用できたものではなく、当時持っていた武器であるマジカルブースターに使われていた魔法玉の魔力を利用したものである。そのため、「実はクロコダインとの戦い以前や以降も何度も練習したが、一度も成功していない」と単行本のおまけページにて書かれており、後に本編でも普段の自分では発動できないと認めている。他にも実際には使用されなかったがステータス上ではベホイミを使える他、ザオリク級の回復系魔法力を放射したこともある。
なお、マトリフには寿命を縮める危険性がある五指爆炎弾の使用を禁じられており、実際に2度しか使用していない。

## 補足
連載中に行われた読者によるキャラクター人気投票では、結局主人公であるダイに勝つことは無かったが、それでも最後の人気投票では常に2位をキープしていたヒュンケルを追い抜くなど、大健闘を見せた。呪文・必殺技の人気投票においては、彼のメドローアが1位を獲得している。